# Guerre de Gaza de 2014
Pour les articles homonymes, voir Guerre de Gaza.
Pour la chronologie de cette guerre, voir Chronologie de la guerre de Gaza de 2014.
Conflit israélo-palestinien
Batailles
- Émeutes de Jérusalem (1920)
- Émeutes de Jaffa (1921)
- Massacre d'Hébron (1929)
- Grande Révolte arabe (1936-1939)
- Guerre civile (1947-1948)

- Guerre israélo-arabe de 1948
- Guerre israélo-arabe (1948-1949)
- Guerre des Six Jours (1967)
- Opération Colère de Dieu (1972-1992)

- Crise du canal de Suez (1956-1957)
- Guerre d'usure (1967-1970)
- Guerre du Kippour (1973)
- Attaque contre un poste-frontière (2012)

- Première guerre du Liban (1975-1990)
- Opération Litani (1978)
- Intervention israélienne au Liban (1982)
- Opération Raisins de la Colère (1996)
- Deuxième guerre du Liban (2006)

- Première intifada (1987-1993)
- Seconde intifada (2000-2005)
- Opération Arc-en-ciel (2004)
- Opération Jours de pénitence (2004)
- Opération Pluies d'été (2006)
- Blocus de la bande de Gaza (2007)
- Guerre de Gaza (2008-2009)
- Abordage de la flottille pour Gaza (2010)
- Confrontation israélo-palestinienne (2011)
- Guerre de Gaza (2012)
- Guerre de Gaza (2014)
- Regain de violence (2015-2017)
- Marche du retour (2018-2019)
- Crise israélo-palestinienne (2021)
- Guerre à Gaza (2023)

- Massacre de Munich (1972)
- Massacre de Sabra et Chatila (1982)

La guerre de Gaza de 2014 est un conflit armé se déroulant durant les mois de juillet et d'août 2014, opposant l'État d'Israël à diverses factions armées palestiniennes dont le Hamas et le Jihad islamique.
Bien qu'ayant de multiples causes, tant économiques que politiques, ces combats sont une conséquence directe de plusieurs événements s'étant déroulés au mois de juin 2014 dont le meurtre de trois adolescents israéliens en juin 2014 en Cisjordanie, suivi de l'arrestation en Cisjordanie d'environ 800 Palestiniens et du meurtre de neuf autres par l'armée israélienne,. En réaction à ces événements, le Hamas et d'autres factions armées tirent des roquettes depuis Gaza en direction du territoire israélien. L'État d'Israël lance le 8 juillet 2014, l'opération Bordure protectrice (en hébreu : מִבְצָע צוּק אֵיתָן, Mivtza' Tzuk Eitan, littéralement « Opération Roc inébranlable »), offensive militaire de l'armée israélienne dans la bande de Gaza.
L'armée israélienne tue 2 251 Palestiniens, dont 551 enfants, tandis que 67 soldats et 6 civils israéliens sont tués par les organisations armées palestiniennes. Sur le plan matériel, les destructions à Gaza sont évaluées à plus de 6 milliards de dollars. Plus de 200 écoles et bâtiments publics, un tiers des hôpitaux, 350 sites industriels, une grande partie des infrastructures routières et plus de 18 000 logements sont détruits.
De même nature que la guerre de Gaza de 2008-2009, elle se caractérise par des tirs de roquettes depuis la bande de Gaza vers Israël et par des raids et bombardements aériens suivis d'une offensive terrestre lancée le 18 juillet 2014. L'objectif déclaré de l'armée israélienne est de mettre fin aux tirs de roquettes du Hamas depuis la bande de Gaza. L'objectif des groupes paramilitaires palestiniens est de faire lever le blocus de la bande de Gaza et à terme l'indépendance de la Palestine. Il s'agit de la troisième guerre menée contre la bande de Gaza en moins de six ans, après la guerre de 2008-2009 (nommée opération « Plomb durci » par Israël, qui fait 1 400 morts côté palestinien, principalement des civils, et 13 morts côté israélien) et la guerre de 2012 (nommée opération « Pilier de défense » par Israël, qui fait 177 morts et plus de 1 200 blessés côté palestinien, et six morts côté israélien).

## Contexte
Israël évacue en 2005 ses troupes et ses colonies de la bande de Gaza, après 38 ans d'occupation militaire (depuis 1967). Cependant, les zones tampons imposées par Israël couvrent près de 14% du territoire total de Gaza et au moins 48% de la totalité de la terre arable. L'espace aérien et les eaux territoriales de Gaza restent sous contrôle israélien.
Le Hamas remporte en 2006 les élections législatives palestiniennes, puis prend le contrôle de la bande de Gaza l'année suivante après un conflit avec le Fatah. La bande de Gaza est placée sous blocus israélien à partir de 2007. Ce siège a créé une « catastrophe humanitaire » dans la bande de Gaza en empêchant la population d’accéder normalement à l'eau potable, à l'électricité et aux soins médicaux.
Israël déclenche deux offensives militaires majeures contre le bande de Gaza : l'opération Plomb durci en 2008-2009 (1 400 morts côté palestinien, dont 300 enfants, et 13 morts côté israélien), l'opération Pilier de défense en 2012 (177 morts coté palestinien, dont 26 enfants, et 6 morts coté israélien).
Le 24 avril 2014, prenant acte de l’échec des négociations israélo-palestiniennes menées sous égide américaine, le président palestinien Mahmoud Abbas décide de demander auprès des Nations unies le rehaussement du statut de l’État de Palestine au sein de l’instance internationale et son intégration à la Cour pénale internationale (CPI) en tant que membre à part entière, ainsi que l’adoption d’une résolution qui déboucherait sur une mise en œuvre de la solution à deux États.
Le 2 juin 2014, le Fatah au pouvoir en Cisjordanie et le Hamas qui contrôle la bande de Gaza forment un gouvernement palestinien d'union nationale. Cette réconciliation est saluée par les États-Unis mais condamnée par Israël.

## Chronologie
À la suite de l'enlèvement de trois adolescents israéliens près d'une colonie israélienne en Cisjordanie le 12 juin 2014, Israël lance le 14 juin l'opération « Gardiens de nos frères » durant laquelle sont arrêtés en en Cisjordanie 800 Palestiniens sans inculpation ni procès,,, dont des députés et le président du parlement Abdel Aziz Doweik. Neuf palestiniens sont tués au cours de l'opération,,.
En réaction, le Hamas procède, pour la première fois depuis le cessez-le-feu de 2012, à des tirs de roquettes vers Israël. Au 20 juin, plus de 200 ont été tirées. Ces tirs sont suivis par des représailles de l'aviation israélienne. Dans le même temps, six membres des Brigades Izz al-Din al-Qassam du Hamas sont tués par une explosion dans un tunnel qu'ils creusaient sous la frontière entre Israël et la bande de Gaza.
Pendant les dix jours de l'opération « Gardien de nos Frères » , Israël a arrêté environ 800 Palestiniens a tué 9 civils et a effectué des descentes dans presque 1300 immeubles résidentiels, commerciaux et publics. Son opération militaire visait notamment les membres du Hamas relâchés pendant les Accords Schalit en 2011.
Le 25 juin, les tirs de roquette et les raids aériens israéliens augmentent. Douze raids israéliens contre des installations palestiniennes sont conduits à la suite de nouveaux tirs de roquettes. Une jeune palestinienne est tuée. De plus, trois Palestiniens sont blessés par une explosion apparemment provoquée par un tir visant le sud d’Israël, mais qui a atteint la bande de Gaza.
Le 27 juin, deux membres palestiniens du Comité de résistance populaire, qui a revendiqué des tirs de roquettes sur le sud d'Israël, sont tués et un troisième est blessé par une frappe aérienne israélienne alors qu'ils circulaient en voiture. Dans la matinée, quatre autres Palestiniens, dont un enfant de onze ans, sont blessés par des tirs israéliens près de la frontière entre Israël et la bande de Gaza.
La violence monte entre Palestiniens et Israéliens, principalement autour de la bande de Gaza. Le Hamas lance des centaines de roquettes (une dizaine le 1er juillet, 40 le 3 juillet, 80 le 7 et 146 le 8 juillet) en direction d’Israël. Israël bombarde Gaza, effectuant plus de 200 raids et attaquant 750 cibles, causant majoritairement des pertes civiles selon les secours locaux.
Dans la nuit du 1er au 2 juillet, un adolescent palestinien est brûlé vif par trois Israéliens à Jérusalem-Est.
L'opération débute le 8 juillet par une phase de bombardements aériens israéliens qui font plus de 240 morts, alors que le Hamas tire un millier de roquettes et faisant un mort israélien.
Le 17 juillet au soir, cette phase s'achève avec le rejet par le Hamas du cessez-le-feu proposé par les Égyptiens, l'échec de la tentative d'infiltration du Hamas en Israël par un tunnel et le début de l'offensive terrestre israélienne.
Une deuxième phase débute par une opération terrestre dans la bande de Gaza dont l'objectif est, selon le Premier ministre israélien, de « vise(r) à frapper les tunnels de la terreur allant de Gaza jusqu’en Israël »,.
Le 26 août 2014, l'Égypte, l'État de Palestine et Israël ont annoncé qu'un accord de cessez-le-feu permanent a été trouvé et entrait en vigueur le jour même à 16h GMT, ce dernier inclurait un arrêt immédiat des hostilités, l’ouverture des points de passages entre Gaza et Israël uniquement pour faire circuler l’aide humanitaire et d’urgence et l'extension de la zone de pêche Gazaouie, passant de 3 à 6 puis à 12 milles marins.
Fin septembre 2014, l'Égypte réunira les deux parties pour discuter entre autres de la levée du blocus de la bande de Gaza à proprement parler, de la construction d'un port dans la bande de Gaza et la réouverture de l'aéroport de gaza, de la libération de prisonniers palestiniens, de la remise des corps de soldats israéliens et de la démilitarisation de la bande de Gaza,,.
Le coordinateur de l'ONU pour le Proche-Orient, Robert Serry, annonce le 16 septembre 2014 un accord entre le gouvernement israélien et l'Autorité palestinienne sur la mise en place d'un « mécanisme provisoire » pour accélérer la reconstruction de Gaza. L'ONU assurera la surveillance du mécanisme afin de vérifier que les matériaux de construction acheminés dans la bande de Gaza restent à usage civil. Robert Serry a expliqué que cet accord tripartite « permettra des travaux d'une ampleur nécessaire dans la bande de Gaza, en impliquant le secteur privé et en donnant un rôle de direction dans les efforts de reconstruction à l'Autorité palestinienne » et qu'il s'agissait d « un pas important vers l'objectif d'une levée de toutes les restrictions »  pesant sur la bande de Gaza. Aucun accord n'a été adopté concernant la libération des prisonniers palestiniens détenus en Israël, la restitution des restes et des biens des soldats israéliens tués à Gaza durant la guerre, la construction d’un port à Gaza et la réouverture de l’aéroport de Rafah, et le dégel des fonds qui permettraient de payer les fonctionnaires de Gaza.
Le 23 septembre 2014, après une première séance de négociations indirecte entre israéliens et palestiniens organisée sous l'égide de l’Égypte, il a été annoncé que les négociations reprendront fin octobre en raison des fêtes religieuses juives et musulmanes. Fin octobre, ces négociations sont à nouveau reportées sine die à l'initiative de l'Égypte.
Le 20 décembre 2014, à la suite d'un tir de roquette venu de la Bande de Gaza, l'aviation israélienne a mené un raid au sud de cette enclave, le premier depuis la fin de la guerre. Israël a affirmé avoir visé « des infrastructures du Hamas », aucun mort n'a été a déploré selon le ministère de la Santé à Gaza.

### Conférence internationale des donateurs au Caire
Les destructions causées à la bande de Gaza sont estimées à plus de 6 milliards de dollars. Plus de 18 000 logements ont été détruits ou rendus inhabitables, laissant environ 108 000 personnes sans abri. Les efforts de reconstruction sont entravés par le blocus israélo-égyptien. L'approvisionnement en ciment est ainsi soumis à de fortes contraintes.
Lors de la conférence internationale des donateurs pour la reconstruction de la bande de Gaza qui se tient après ce conflit, les 4 et 5 octobre 2014 au Caire en Égypte, les participants, une cinquantaine de pays et d'organisations internationales, s'engagent à financer cette reconstruction par une promesse de dons d'un montant global de 5,4 milliards de dollars. Cette somme est destinée au « peuple palestinien », dont la moitié pour la reconstruction de Gaza.
Le secrétaire général de l'ONU, Ban Ki-moon, souligne et déplore qu'« en 2009, la communauté internationale se soit déjà réunie » en Égypte pour la reconstruction de Gaza et qu'elle soit à nouveau réunie avec le même ordre du jour. « Le cycle construction-destructions se poursuit, il empire ».
Le secrétaire d'État américain John Kerry demande un retour aux négociations entre Israéliens et Palestiniens soulignant qu'un « un cessez-le-feu, ce n'est pas la paix  » et que les parties en conflit doivent faire des choix difficiles afin d'assurer une paix durable.
Selon le mécanisme négocié avec Israël, les agences onusiennes doivent superviser l’utilisation des matériaux entrants pour garantir qu’ils ne seront pas détournés à des fins militaires. Elles sont supposées collecter et mettre à disposition d’Israël des informations sur les familles palestiniennes à prendre en charge en priorité, Israël pouvant exercer à cet égard un droit de veto (notamment pour soupçon d’appartenance au Hamas). Ce mécanisme ralenti considérablement la reconstruction de la bande de Gaza.

## Opérations militaires

### Offensive militaire israélienne

#### Bombardements aériens

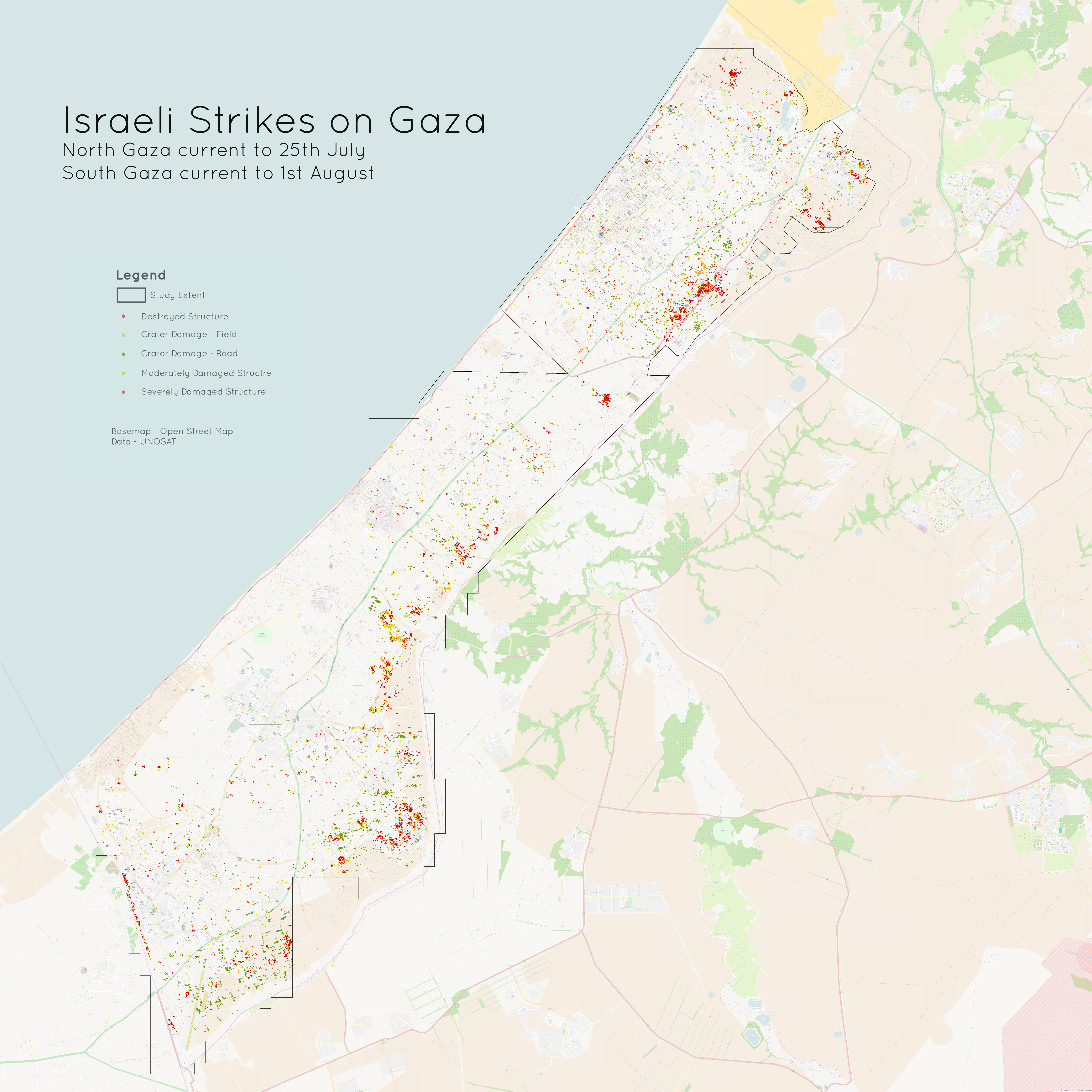
Une carte montrant la localisation des dégâts des missiles à Gaza

Selon le magazine Air Combat, no 9 de novembre 2014, l'armée de l'air israélienne a lancé des raids sur 4762 sites entre le 8 juillet et le 5 août 2014 et plus de 5800 missions au 26 août 2014.
Le rapport de l'ONU fait état de 6 000 frappes aériennes israéliennes et de 50 000 obus tirés par l'artillerie et les chars sur la bande de Gaza.

##### Frappes sur des habitations
L'armée israélienne mène de nombreuses frappes contre des habitations de militants palestiniens, les tuant avec leur famille. Ces frappes ciblées ont fait 606 morts, dont 89 % de civils selon l'Associated Press, parmi lesquels 93 bébés. Un rapport de l'ONU de 2015 a souligné que ce « nouveau modèle » d'action avait « entraîné la mort de familles entières » et estime qu'il pourrait constituer un crime de guerre.

##### Boucliers humains
L'armée israélienne justifie les bombardements sur des cibles civiles, comme des hôpitaux, des mosquées, des écoles et des logements, en affirmant que le Hamas y installe des centres de commandement et des stocks d'armes. Selon David Rigoulet-Roze, chercheur associé à l'Institut de prospective et sécurité en Europe (IPSE), et chercheur rattaché à l'Institut Français d'Analyse Stratégique (IFAS), « Il y a régulièrement l'utilisation de boucliers humains [par le Hamas]. Lorsque l'armée israélienne demande l'évacuation de certaines zones spécifiques, le Hamas fait en sorte de maintenir les populations sur place. Donc les dommages collatéraux sont très importants en dépit de tous les efforts qui sont faits pour les éviter. ». Pour lui Israël est tombé dans un piège en lançant cette opération très coûteuse militairement en hommes et en image, le Hamas utilisant les pertes civiles comme la « carte du faible au fort » dans une guerre asymétrique.
Néanmoins des journalistes sur place démentent l'utilisation de cette pratique par le Hamas et que les civils soient obligés de rester dans les zones de combat : Jeremy Bowen (en) de BBC Middle East, Peter Beaumont (en) du Guardian ou encore Kim Sengupta du journal The Independent, qui estime que les boucliers humains du Hamas sont un mythe.
Christophe Ayad, chef du service international du journal Le Monde, estime qu'il y a eu des cas de roquettes tirés dans les environs de bâtiments publics ou de zones habitées mais accuse l'armée israélienne de « mauvaise foi certaine » car Gaza est « l'un des territoires les plus densément peuplés au monde ». Le général et diplomate français Philippe Henri Gunet note également que Gaza étant un territoire exiguë et assiégé, les caches d'armes des groupes palestiniens se situent inévitablement dans des zones habitées.

#### Invasion terrestre
Après plus de dix jours de bombardement, le 17 juillet 2014, Israël a décidé de lancer une opération militaire terrestre dans la bande de Gaza. Cette opération a débuté dès son annonce. Le Premier ministre israélien, Benyamin Nétanyahou, a ordonné le lancement immédiat d'une opération au sol de l'armée afin de détruire « les tunnels terroristes qui vont de Gaza à Israël ». Dans la matinée des hommes du Hamas avaient tenté de quitter la bande de Gaza en empruntant un de ces tunnels. Le Premier ministre israélien demande à l'armée de démilitariser Gaza. L'armée a lancé son opération par la mer et par la terre,.

#### Cessez-le-feu humanitaires

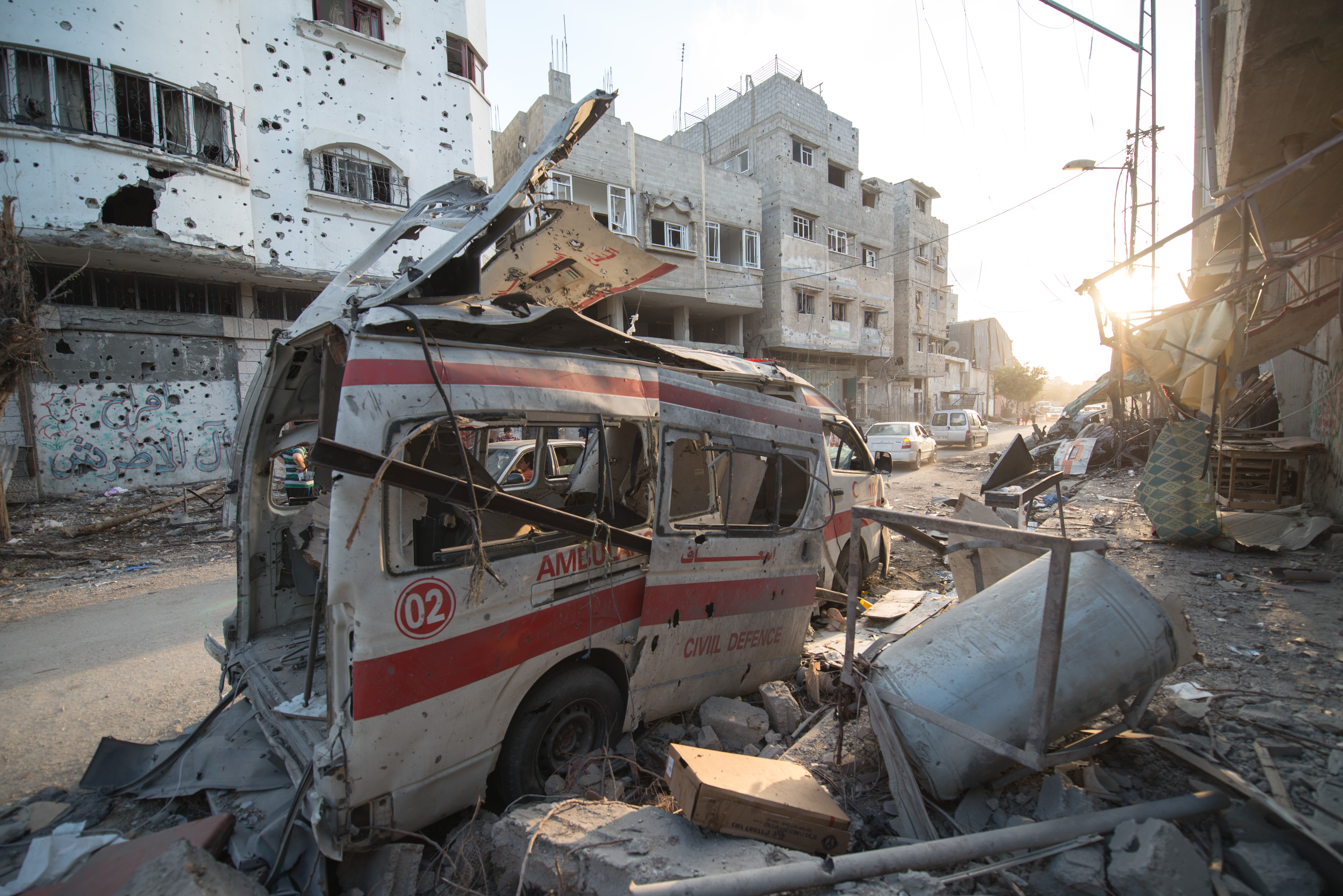
Photo prise lors de la trêve de 72 heures du 6 août entre le Hamas et Israël. Une ambulance détruite à Shuja'iyya dans la bande de Gaza.

Plusieurs cessez-le-feu temporaires ont eu lieu. La plupart de ces trêves ont duré quelques heures mais deux ont été plus longues (de plusieurs jours à plus d'une semaine).
Le plus long cessez-le-feu devait permettre aux deux parties de pouvoir négocier. Il a débuté le 11 août 2014 et devait initialement durer trois jours. Il a cependant été prolongé plusieurs fois faisant passer sa durée totale à neuf jours,.
La plupart des trêves ont été violées, chaque partie accusant l'autre d’être responsable.

#### Coût financier
En septembre 2014, Moshe Yaalon, alors ministre de la défense israélien, fait état d'un coût total de 2,5 milliards de dollars (1,9 milliard d'euros) pour l’État israélien, précisant que « chaque interception de roquette palestinienne par le système de défense « Dôme de fer » coûtait 100 000 dollars (environ 76 000 euros). »
Coté palestinien, les bombardements ont détruit 85 % du stock de capital de Gaza selon le FMI.

### Attaques des groupes palestiniens

#### Préparation
Pour la première fois, les Brigades Izz al-Din al-Qassam utilisent le drone Ababeel1. Le Hamas prétend en posséder plusieurs, déclinés en trois versions différentes : A1A pour des missions de reconnaissance, A1B pour des missions offensives et enfin A1C, bombe volante. Selon le Hamas, plusieurs drones ont ainsi survolé Israël qui n'a, de son côté, confirmé qu'un seul vol, abattu par un missile MIM-104 Patriot au-dessus d'Ashdod.
Par ailleurs, les diverses organisations armées de Gaza disposent désormais de roquettes à plus longue portée que les Qassams (15 km) comme la roquette M-302 (150 km). Certaines de ces roquettes sont de fabrication locale tandis que d'autres sont importées, en contrebande.
Selon Tsahal, plusieurs combattants du Hamas ont avoué (lors de leur interrogatoire par le Shin Bet) avoir utilisé des écoles et des mosquées comme lieu de rassemblement de planques ainsi que des sites de lancement (de roquettes) et des caches d’armes à proximité des aires de jeux gazaouies.
Durant les hostilités, l'UNRWA a indiqué avoir découvert à trois reprises des armes dans ses écoles,,. L'UNRWA a immédiatement réagi et condamné officiellement l’usage inapproprié de ses locaux. Ban Ki-moon se déclare « consterné » que des écoles de l'ONU aient pu être utilisées comme dépôt d'armes par des groupes armés, mais précise que « les trois écoles où des armes ont été trouvées étaient vides à l'époque et n'étaient pas utilisées comme abris ».

#### Attaques de roquettes contre Israël

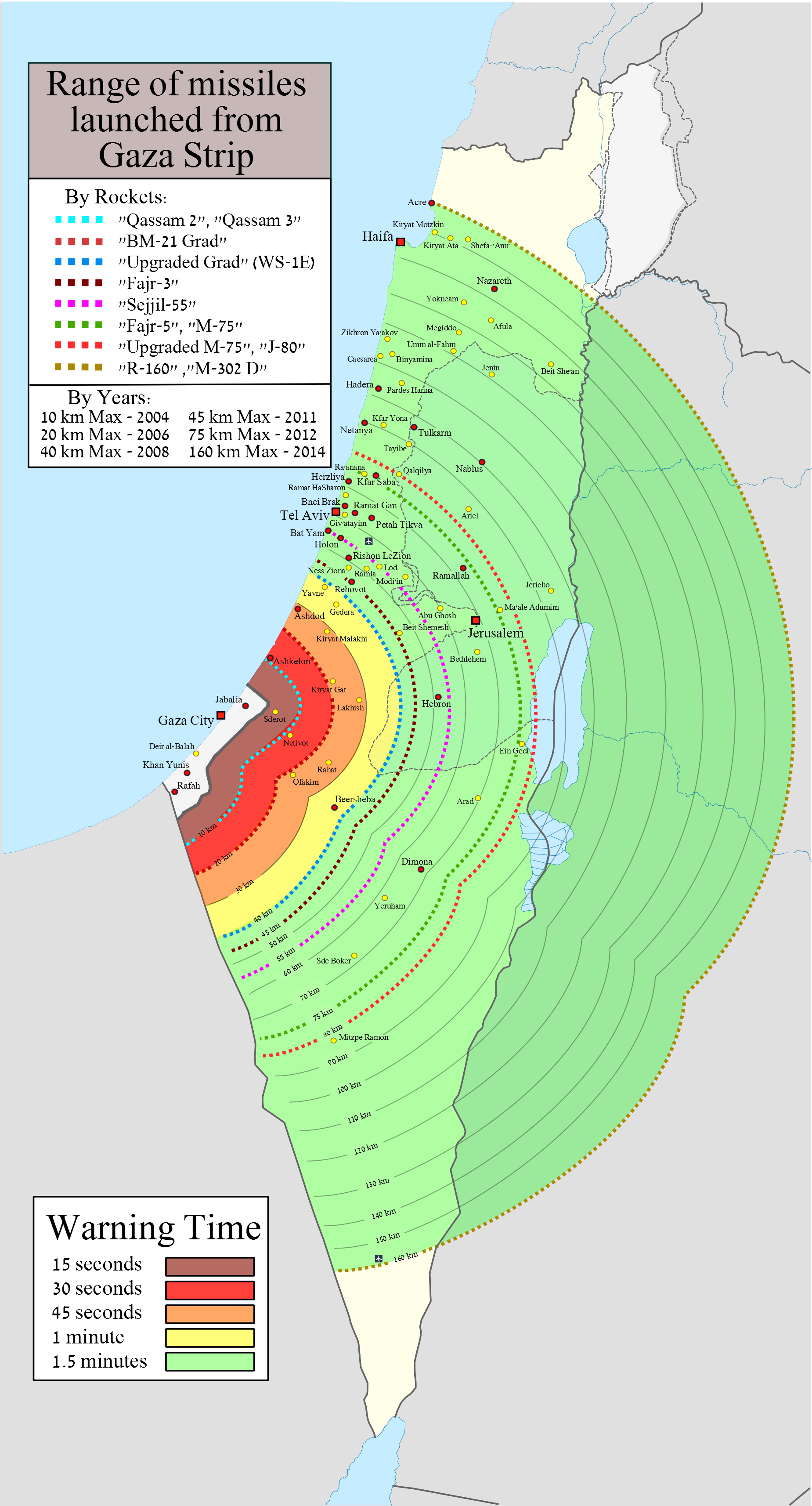
Portée des roquettes lancées depuis la bande de Gaza

Explosion due à une roquette dans la ville israélienne de Sdérot

Depuis le début de l'offensive, les Brigades Izz al-Din al-Qassam, le Jihad islamique palestinien et d'autres mouvements ont tiré des centaines de roquettes (principalement des roquettes Qassam de fabrication artisanale et très rudimentaires, mais aussi des roquettes plus sophistiquées provenant d'Iran). Une partie des roquettes ont été interceptées par le Dôme de fer mais d'autres ont touché le territoire israélien généralement sans faire de victimes. La plupart des roquettes touchent le sud d'Israël mais certaines ont une portée beaucoup plus longue et pourraient toucher des localités située assez loin au nord de Gaza ; certaines ont même atteint des zones proches de l'aéroport de Tel Aviv-Jaffa et des grandes villes du centre et du nord d'Israël.
L'armée israélienne affirme que 4 591 roquettes palestiniennes ont été tirées en direction d'Israël pendant la guerre, dont 735 qui ont été interceptées par le système Dôme de fer et 197 qui se sont abattues dans la bande de Gaza. Dix-neuf personnes ont été tuées par ces roquettes : treize Palestiniens et six Israéliens. Amnesty International qualifie les attaques à la roquette du Hamas, qui ont fait des victimes civiles des deux côtés, de crime de guerre,. William Saletan, journaliste de Slate, affirme que « le Hamas s'est catégoriquement opposé au principe d'épargner les civils ». Il cite le porte-parole du Hamas qui a déclaré que « tous les Israéliens sont désormais des cibles légitimes ». Pour Saletan 
« dans la guerre de Gaza, l'armée israélienne fait à l'évidence tout ce qu'elle peut pour minimiser les pertes civiles. Et on ne peut pas en dire autant du Hamas. ».

#### Tunnels offensifs et de ravitaillement
Des tunnels traversant la frontière avec l'Égypte ont été utilisés principalement pour la contrebande de marchandises et d'armes dans la bande de Gaza. D'autres tunnels qui traversent la frontière d'Israël ont été utilisés pour attaquer Israël et, selon l'armée israélienne, en préparation pour de futures attaques. Certains tunnels entre Gaza et Israël sont basés près de Khan Younès, Jabaliya, et les camps de réfugiés Shati ainsi que d'autres zones de population denses. La destruction des tunnels est devenue l'un des principaux objectifs des forces israéliennes dans le conflit 2014. L'Égypte et Israël ont localisé et détruit un certain nombre de ces tunnels traversant leurs frontières, et Israël a détruit un certain nombre de tunnels dans la bande elle-même. Les responsables militaires israéliens rapportent que 80-90 % des tunnels connus dans la bande de Gaza ont été détruits. Certains experts estiment que le nombre et la portée du réseau de tunnels n'ont pas été évalués au cours du conflit. Israël soutient que la construction des tunnels atteignant leur territoire est une violation de la souveraineté israélienne. Le Hamas a revendiqué des incursions en Israël via des tunnels,.

## Bilan des pertes humaines
Nombre de Palestiniens tués à Gaza, selon diverses sources :
| Source                                                                                        | Total tués     | Civils tués | Combattants tués | Tués non identifiés | Pourcentage des civils | Dernière mise à jour |
| --------------------------------------------------------------------------------------------- | -------------- | ----------- | ---------------- | ------------------- | ---------------------- | -------------------- |
| Ministère de la Santé de Gaza                                                                 | 2 145          | ≈1 715      | —                | —                   | 80 %                   | 27 août              |
| Organisation des Nations unies (ONU)                                                          | 2 104          | 1 462       | 265              | 377                 | 69,5 %                 | 27 août              |
| Armée de défense d'Israël                                                                     | 1 768–2 000    | —           | 1 000            | —                   | 50 %–60 %              | 26 août              |
| Intelligence and Terrorism Information Center (centre de recherche lié à l'armée israélienne) | Moins de 2 000 | 316         | 273              | —                   | 54 %                   | 26 août              |
| Centre palestinien pour les droits de l'homme                                                 | 2 168          | 1 662       | 506              | —                   | 76,6 %                 | 27 août              |
| Al Mezan Center for Human Rights                                                              | 2 142          | 1 646       | 496              | —                   | 76,9 %                 | 25 août              |
| Euro-Mediterranean Human Rights Monitor                                                       | 2 147          | —           | —                | —                   | 81 %                   | 28 août              |

### Frappes israéliennes sur des civils
Selon Amnesty International, plus de 1 500 civils palestiniens, dont 519 enfants, ont été tués. Le Centre palestinien pour les droits de l'homme (PCHR) dénombre 1 660 civils tués, dont 299 femmes et 527 enfants. Euromid Observer For Human Right dénombre 1 743 civils tués, dont 302 femmes et 530 enfants, ainsi que 64 morts non identifiés. Le centre Al Mezan Center for Human Rights donne les chiffres de 2 142 morts, dont 1 646 civils, parmi lesquels 516 enfants et 295 femmes .
Selon le Haut-Commissaire des Nations unies aux droits de l’homme, Navanethem Pillay : « Le nombre d'incidents, en plus du grand nombre de civils décédés, infirme la déclaration [israélienne] selon laquelle toutes les précautions nécessaires auraient été prises pour protéger la vie des civils ».
Dans son rapport, Amnesty International accuse Tsahal d'avoir délibérément visé des habitations civiles : « Les forces israéliennes ont violé les lois de la guerre en menant une série d'attaques contre des habitations civiles, faisant preuve d'une froide indifférence face au carnage qui en résultait. [...] Notre rapport dénonce la pratique courante des attaques de maisons par les forces israéliennes, qui ont témoigné d'un mépris choquant pour les vies des civils palestiniens en ne les avertissant pas et en ne leur laissant aucune chance de s'enfuir ».

### Journalistes et collaborateurs de presse tués
L'ONG Reporters sans frontières décompte douze journalistes et un collaborateur de la presse tués lors du premier mois de l'offensive israélienne contre Gaza, dont sept dans l’exercice de leurs fonctions. Selon l'organisation, « ces professionnels de l'information ont été soit victimes de raids aériens indiscriminés soit délibérément visés » par l'armée israélienne.
Le 13 août 2014, Simone Camilli, journaliste italien de l'Associated Press a été tué lors du démantèlement d'un missile israélien tandis que le photographe palestinien Hatem Moussa a été grièvement blessé.
Par ailleurs les autorités israéliennes maintiennent en prison plusieurs journalistes palestiniens.

### Combattants palestiniens tués
Plusieurs ONG ont publié des chiffres des combattants palestiniens tués lors du conflit. Le Centre palestinien pour les droits de l'homme (PCHR) dénombre 506 morts, Euromid Observer For Human Right en recense 340, le centre Al Mezan Center for Human Rights en recense 496,  L'armée israélienne affirme avoir tué 693 combattants.
250 Palestiniens capturés par l'armée israélienne à Gaza sont détenus dans la prison d'Ashkelon en Israël. Parmi eux, 159 étaient « impliqués dans des attaques terroristes » contre l'armée israélienne, selon cette dernière, tandis que l'Autorité palestinienne les considère comme des « prisonniers de guerre ».

### Exécutions de Palestiniens par le Hamas
Le 21 août 2014, le Hamas annonce avoir exécuté 18 Palestiniens suspectés de collaboration avec Israël. Amnesty International estime, dans son rapport publié le 26 mai 2015, qu'au moins 23 Palestiniens ont été exécutés par le Hamas pendant et après la guerre et fait état de l'arrestation et de torture de dizaines d'autres dont d'anciens membres des services de sécurité du Fatah. Elle explique : « Alors que les forces israéliennes semaient mort et destruction à Gaza, les forces du Hamas ont saisi cette occasion pour régler des comptes de manière impitoyable, en se rendant coupables d’une série d’homicides illégaux et d’autres violations graves ».

### Chronologie
Selon le bureau de la coordination des affaires humanitaires de l'ONU, au 13 juillet, au moins 163 Palestiniens ont été tués et environ 1 100 blessés ; 70 % des victimes sont des civils, et 21 % des mineurs.
À la date du 28 juillet 2014, 230 enfants palestiniens avaient été tués par les bombardements israéliens, soit « plus de dix par jour » selon le Fonds des Nations unies pour l'enfance (UNICEF). Pernille Ironside, la responsable UNICEF à Gaza, précisait que « des enfants sont tués, blessés, mutilés, brûlés en plus d’être absolument terrifiés ».
À la date du 29 juillet, soit au 21e jour de l'opération Bordure protectrice, le bilan des pertes humaines réalisé par l'Organisation des Nations unies s'élève à plus de 1 113 morts palestiniens dont 795 civils et 230 enfants, 6 233 blessés ou mutilés dont 1 949 enfants et 1 660 femmes, 182 604 déplacés (soit 10 % de la population de Gaza). Côté israélien, on déplore officiellement la mort de 3 civils et de 53 soldats.
Au 2 août, si pour Israël 47 % des victimes sont des « terroristes », pour les organisations de défense des droits de l'homme basées à Gaza, sur 1 669 victimes, au moins 80 % sont des civils et l'UNICEF compte au moins 245 enfants morts depuis le début du conflit. Le Conseil des droits de l'homme des Nations unies a accusé Israël de mener des « attaques disproportionnées et indiscriminées » et a lancé une enquête sur d'éventuels crimes de guerre.
Le 8 août, Antony Reuben, directeur du département des statistiques de la BBC publie un article dans lequel il souligne que les chiffres des tués publiés par la plupart des médias proviennent du Haut-Commissariat des Nations unies aux droits de l'homme (HCDH), qui chapeaute un groupe d'organisations humanitaires du nom de Protection Cluster. Il estime que ces chiffres doivent être pris avec précaution. Dans son rapport du 6 août le HCDH donne un bilan de 1 843 palestiniens tués. Dans ce décompte 279 morts sont « non identifiés », 1 354 sont des civils dont 415 enfants et 214 femmes. Le New York Times a pour sa part analysé les âges de 1 431 victimes et a noté que 34 % sont des hommes entre 20 et 29 ans, alors qu'ils représentent 9 % de la population de Gaza. Parallèlement, 71 % de la population est constituée de femmes et d'enfants de moins de 15 ans, mais ils ne représentent que 33 % du total des victimes,. S'agissant de la surreprésentation des hommes de moins de 30 ans parmi les victimes civiles, Jana Krause, du département d'études sur la guerre du King's College de Londres, explique : « une explication possible pourrait être que les familles s'attendent à ce qu'ils soient les premiers à quitter les abris pour prendre soin de leurs proches blessés, recueillir des informations, s'occuper des maisons familiales abandonnées ou organiser l'approvisionnement en nourriture et en eau. » Ils peuvent par ailleurs plus facilement être pris pour des combattants et tués pour cette raison.

## Témoignages

### Témoignages de journalistes occidentaux dans la bande de Gaza

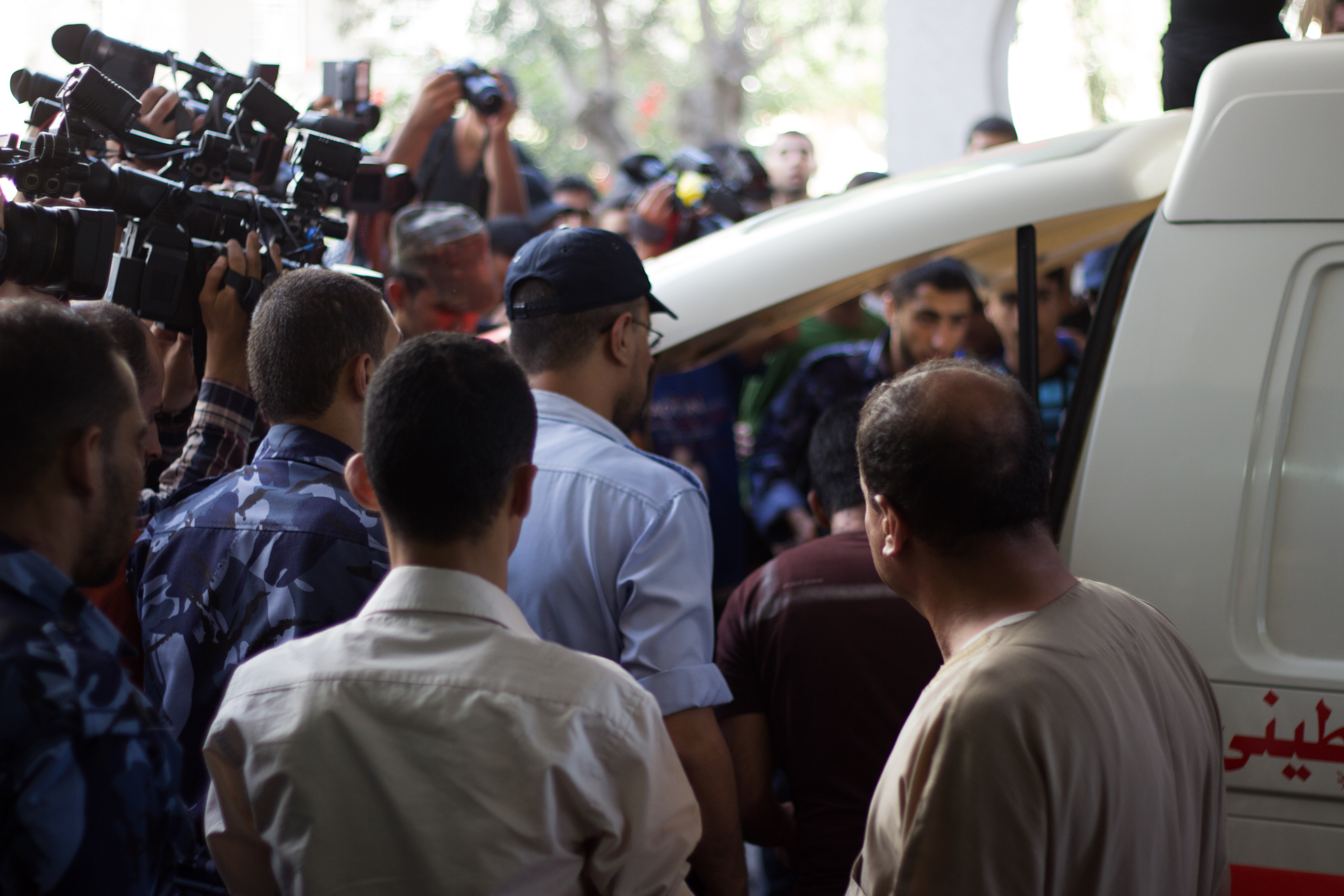
Une fois l'ambulance arrivée à l'hôpital, les journalistes et les policiers entourent l'ambulance pour prendre des photos et aider au transport des blessés

Plusieurs journalistes ont témoigné sur leurs conditions de travail et les combats entre l'armée israélienne et les organisations palestiniennes dans la bande de Gaza.
Jeremy Bowen (en), journaliste de la BBC écrit dans un article en date du 22 juillet « n'avoir vu aucune preuve pendant [s]a semaine à Gaza vérifiant les accusations israéliennes selon lesquelles le Hamas utilise les Palestiniens comme boucliers humains ».
Peter Beaumont (en), journaliste du Guardian, témoigne dans un article daté lui aussi du 22 juillet qu'un grand nombre de Gazaouis « ont fui les secteurs de Beit Lahia, Beit Hanoun, Shuja'iyya, Zeitoun (en) et Maghazi et n' avoir trouvé aucune preuve que les résidents de ces secteurs ont été contraints de rester chez eux par le Hamas ». Israël et son Premier ministre ayant accusé le Hamas d'être responsable du taux élevé de pertes civiles en utilisant les civils de Gaza comme « boucliers humains » ou en suggérant que « les Palestiniens eux-mêmes en étaient responsables d'une certaine manière en n'évacuant pas ces secteurs » comme il leur avait été demandé par l'armée israélienne dans des messages par SMS, téléphone et tracts. Il souligne cependant que « dans les premiers jours du conflit le ministre de l'intérieur du Hamas avait exhorté dans un communiqué les résidents de ces secteurs proches de la frontière avec Israël de rester chez eux, dénonçant les avertissements israéliens comme étant de la guerre psychologique ».
Kim Sengupta, journaliste du The Independent écrit quant à lui le 21 juillet que « certains Gazaouis ont admis qu'ils avaient peur de critiquer le Hamas mais aucun n'a dit qu'ils avaient été forcés par l'organisation de rester sur les lieux propices au danger afin de servir de boucliers humains ».
Radjaa Abou Dagga, correspondant de Ouest-France à Gaza et ex-collaborateur de Libération, relate le 22 juillet avoir été convoqué par le service de sécurité du Hamas dans l’enceinte de l’hôpital Al Shifa pour y subir un interrogatoire. Le Hamas l'ayant soupçonné de « travailler pour Israël » Il relate que « de jeunes combattants, en civil et munis d’un pistolet dissimulé sous leur chemise, lui ont posé une batterie de questions en forme d’accusations ». Il est relâché plus tard après avoir été intimé de « quitter Gaza au plus vite et « d'arrêter de travailler ». Selon l’association Reporters sans frontières, « des menaces ont été proférées par le Hamas à l’encontre de plusieurs journalistes, Palestiniens et étrangers », mais également par les services diplomatiques d'Israël sur des journalistes espagnols, auxquels l'ONG fait part « d'incessantes pressions des services diplomatiques israéliens en Espagne sur les journalistes et les médias espagnols ».
Gallagher Fenwick, journaliste anglophone de France 24, est interrompu par « une ou plusieurs roquettes M75 capables d'atteindre Tel Aviv » lancées à « quelques mètres de lui » durant une émission en direct le 3 août. Il a souligné « la présence de journalistes étrangers dans les environs ». Selon lui, il s'agit « d'un cas manifeste de lancer de roquettes depuis des zones civiles ». Le 5 août, Matthieu Mabin et Gallagher Fenwick, envoyés spéciaux de France 24 dans la bande de Gaza, ont filmé un site de lancement de roquettes du Hamas se trouvant « au milieu des habitations des Gazaouis, à quelques mètres seulement d’un bâtiment de l’ONU ». Matthieu Mabin estime que « cette découverte est au cœur de la polémique qui oppose l’État d’Israël à certains membres de la communauté internationale, lequel État d’Israël est accusé de frapper des sites protégés par les conventions internationales ». Selon lui « cela explique mieux la difficulté, qui est celle de l’armée de l’air israélienne, des drones israéliens, de distinguer les sites de lancement de missiles des sites protégés ».
Sreenivasan Jain, journaliste de la chaîne de télévision indienne NDTV 24x7, relate le 5 août dans un reportage que quelques minutes avant le cessez-le-feu le Hamas a lancé une trentaine de roquettes vers Israël. La veille, il a été témoin de l'installation d'un site de lancement à proximité de son hôtel, d'où l'une de ces roquettes a été tirée. Il a déclaré que ce reportage n'a pu être diffusé qu'après que lui et son équipe ont quitté la bande de Gaza expliquant que « le Hamas ne prenait pas très gentiment tout reportage sur ses tirs de roquettes ».
Le 6 août, Pierre Barbancey, grand reporter à L'Humanité, témoigne de ce qu'il considère comme « des exactions et des crimes de guerre commis par l'armée israélienne » à Khuza'a, près de Khan Younès. Selon le journaliste, ce village de 13 000 habitants a été entièrement détruit sous les bombes alors que les habitants n'auraient pu fuir et que les secours n'auraient pu accéder à la zone. Plusieurs personnes y auraient été arbitrairement arrêtées par les forces spéciales israéliennes et auraient été retrouvées dans des charniers « les pieds liés et une balle au milieu du front ».
Frédéric Helbert, journaliste à Paris Match rapporte des témoignages et des traces confirmant la thèse de tortures de sept Palestiniens pendant deux jours dans une maison et de leur exécutions sommaires. Il rapporte également sur la base de témoignages que des civils fuyant le bombardement de Khouza'a ont été volontairement pris pour cibles par des chars israéliens et empêché d'évacuer malgré des blessés et l'intervention de la Croix rouge, puis de leur avoir tiré dans le dos. Human Rights Watch parle à ce sujet de crimes de guerre,.
L'association des journalistes étrangers en Israël a protesté le 11 août contre les pressions exercées par le Hamas envers des journalistes. Elle fait état de « plusieurs cas de harcèlements, de menaces, et d'interrogatoires de journalistes » au sujet de leurs reportages e  dénonce « la mise en place d'une liste noire de journalistes » par le Hamas.

### Témoignages de soldats israéliens
Le 4 mai 2015, l'ONG israélienne Breaking the Silence publie un recueil de témoignages accordés anonymement par plus de soixante soldats de Tsahal. Selon ces témoignages, les soldats israéliens ont à de nombreuses reprises ouvert le feu sur des Gazaouis sans chercher à faire de distinction entre les combattants du Hamas et les civils. L'ONG recense au moins une centaine de cas,,,.
L'armée israélienne déclare avoir demandé à Breaking the Silence de lui fournir avant la publication du rapport, les preuves concernant les témoignages recueillis afin de pouvoir mener des enquêtes mais l'ONG a refusé. Tsahal appelle l'ONG à se tourner vers l’armée israélienne immédiatement après avoir reçu les plaintes, de façon à permettre l'ouverture d'enquêtes.

## Analyses
La qualification de ce conflit comme une « guerre » a été discutée en raison de son caractère largement asymétrique. Le général et diplomate français Philippe Henri Gunet note ainsi que « l’opération "Bordure protectrice" menée par l’armée israélienne contre le Hamas n’est pas un affrontement entre deux parties égales mais une nouvelle attaque menée, avec des moyens aussi formidables que disproportionnés, par une armée régulière contre des militants enfermés dans une enclave assiégée. » 
L'armée israélienne utilise les armes les plus modernes et les plus puissantes : avions de combat, hélicoptères d’attaque, drones armés, drones de surveillance, bateaux, canons, forces spéciales. Les technologies dont elle dispose lui permettent aussi de connaitre Gaza avec une grande précision. Depuis le ciel, les objectifs sont observés en vidéo à distance, des éclairages laser pointent certains d’entre eux, et des opérateurs devant leurs écrans donnent le feu vert à la « neutralisation » des objectifs, qu’ils soient des bâtiments ou des hommes.
De leur côté, les Palestiniens tirent des roquettes artisanales en direction du territoire israélien. Pour les contrer, l’armée israélienne, avec le soutien financier des États-Unis, s'est dotée du « Dôme de fer », déployé depuis 2011. Des systèmes radars de détection, poursuite et guidage, couplés à des batteries de missiles sol-air, permettent ainsi d'intercepter une grande partie des roquettes palestiniennes. Celles franchissant néanmoins les défenses israéliennes ne font que des dégâts minimes du fait de la faible puissance de leur charge explosive et de l’imprécision de leur trajectoire.

## Conséquences

### Crise humanitaire de Gaza

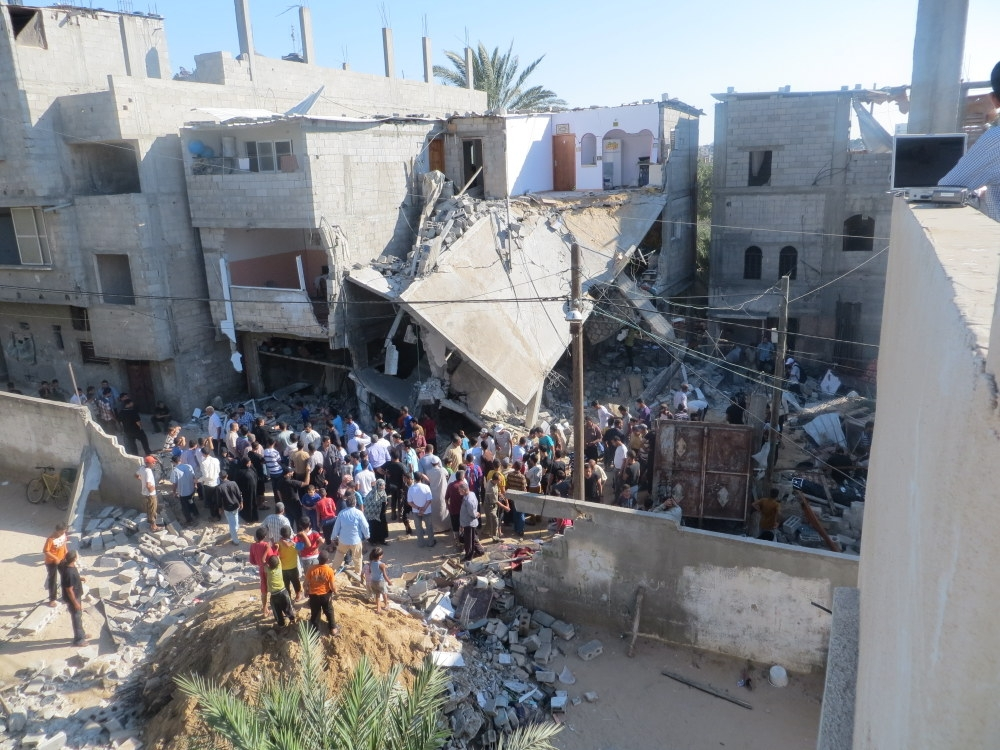
Maison détruite par des bombardements à Gaza

Au 27e jour de l'opération "Bordure protectrice", la Bande de Gaza se trouve dans une situation de « désastre humanitaire sans précédent » selon les responsables de l'ONU et des ONG présents sur place. Dans une large mesure, l'enclave palestinienne est privée de nourriture, d’eau, d’électricité et d’accès aux soins. Les conditions sanitaires sont désastreuses et les lieux de refuges totalement saturés. Les bilans de l’ONU indiquent que 50 000 maisons ont été entièrement détruites et 30 000 partiellement. Plusieurs centaines d’écoles et de crèches, l'unique centrale électrique ainsi qu'une dizaine d'hôpitaux ont été bombardés,. En tout, 97 installations de l'UNRWA et 142 écoles de l'ONU ont été endommagées.
Soumis à des bombardements incessants malgré les trêves annoncées, les Gazaouis ne disposent par ailleurs d'aucun lieu véritablement sûr pour se protéger car parmi les bâtiments de l'ONU (dont 84 écoles) devant en principe servir de refuge, certains sont ciblés par l'armée israélienne,.
Selon l'ONU, 1 800 Palestiniens sont morts et 9 000 autres blessés sous les bombardements. 65 % des victimes sont des civils et 30 % au moins des enfants (l'UNICEF dénombre 400 enfants morts dont 70 % avait moins de 13 ans). Un demi-million de personnes ont été déplacées, soit un quart de la population de l'enclave palestinienne. De sources palestiniennes, les dégâts dans la bande de Gaza se situent entre 4 et 6 milliards de dollars.
Au 24 août 2014: selon l'Unicef, 480 enfants palestiniens de moins de 17 ans ont été tués par l'armée israélienne, 75 % de la population de la Bande de Gaza survit sans électricité et 1,5 million de personnes sont privées d'eau potable. Près de 500 000 personnes, soit plus de la moitié de la population du territoire, a dû chercher refuge dans les abris de l'UNRWA lors des bombardements. L'Unicef, l'Unesco et l'organisation Save the Children indiquent qu'un demi-million de enfants n'ont pas pu retourner à l'école lors de la rentrée prévue le 24 août car la quasi-totalité des établissements scolaires est inaccessible: 213 établissements scolaires ont en effet été détruits ou endommagés par les bombardements de l'armée israélienne et 103 ont été transformés en refuges pour les gazaouis déplacés ,.

### En Israël

Parking endommagé par une roquette du Hamas à Ashdod (Israël

En juin 2015, un rapport officiel du gouvernement israélien déclare que les soldats israéliens n'ont « pas intentionnellement visé des civils ou des cibles civiles » et que leurs actions étaient « légitimes » et « légales ». Toujours selon le gouvernement israélien : « La plupart des faits qui ont semblé à des parties extérieures relever d'attaques sans discernement contre des civils ou des cibles civiles étaient en fait des attaques légitimes contre des cibles militaires, sous des apparences civiles, relevant des opérations militaires des groupes terroristes »
En septembre 2016, le responsable militaire israélien du Commandement du Sud fait savoir qu’une barrière souterraine en construction le long de la frontière de la bande de Gaza avec Israël pour protéger le pays des tunnels du Hamas devrait être terminée d’ici à quelques mois et que la structure comprendrait un mur construit profondément sous le sol ainsi que des segments inondables.
Le 28 février 2017, le contrôleur de l'État d'Israël publie deux rapports très critiques sur la gestion du conflit par les autorités politiques et militaires. D'une part, le premier ministre Benyamin Netanyahou n'a pas informé suffisamment les membres du cabinet de sécurité de la menace souterraine. Le contrôleur accuse le Premier ministre Benjamin Netanyahu d’avoir laissé les ministres dans le noir sur la menace souterraine avant la guerre, et de n’en avoir parlé sérieusement au cabinet qu’après le début de l’opération. De plus, le cabinet de sécurité, qui doit fonctionner comme une institution de conseil pour le Premier ministre, a été accusé de n’avoir pas rempli ce rôle. D'autre part, l'armée n'était pas préparée à détruire les tunnels. L'armée n'ayant détruit ou neutralisé que la moitié des tunnels, « l’armée israélienne […] n’a ainsi pas achevé sa mission ».
83 % des Israéliens, soutiennent l'opération militaire ordonnée par Benyamin Nétanyahou contre la bande de Gaza.

### Augmentation des actes antisémites
La presse internationale rapporte une augmentation des incidents antisémites dans le monde, liée à la Guerre de Gaza. Ainsi, le journal The Independent reprend-il les statistiques d'un organisme de sécurité de la communauté juive selon lesquelles le nombre d'incidents antisémites au Royaume-Uni aurait cru de 36 % en juillet 2014. En France, des synagogues et des commerces juifs ont été vandalisés, des Juifs isolés ont été molestés lors de manifestations pro-palestiniennes auxquelles se sont joints des extrémistes. Al Jazeera America y voit une montée des attaques racistes contre les Juifs français, ceci reflétant un changement dans les tendances démographiques. Selon Dominique Moïsi : « Aujourd'hui, les Juifs sont principalement attaqués par des gens irrités par l'action de l'armée israélienne et en tenant tous les Juifs pour responsables ». USA Today signale des incidents antisémites dans plusieurs pays européens (Allemagne, Angleterre, Italie, Belgique, France) et en Turquie.
Le Secrétaire général de l'ONU, Ban Ki-moon a déploré « la flambée d'attaques antisémites, notamment en Europe, en lien avec les manifestations concernant l'escalade de la violence à Gaza » et estime que « le conflit au Proche-Orient ne doit pas fournir un prétexte pour une discrimination qui pourrait affecter la paix sociale n'importe où dans le monde ».

Manifestation à Manchester (Grande-Bretagne) contre l'antisémitisme

## Réactions internationales

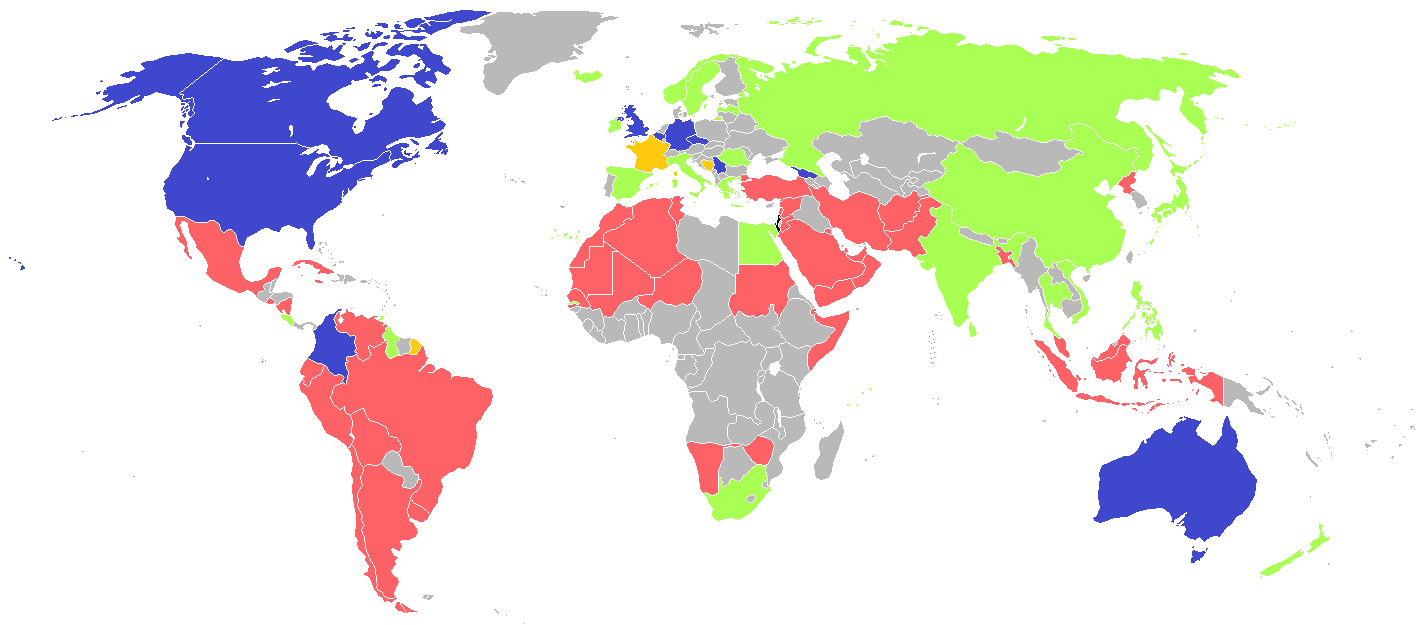
Israël et Gaza.
Pays ayant condamné l'action d'Israël.
Pays ayant soutenu la position israélienne ou soutenu le droit d'Israël à se défendre.
Pays ayant appelé à la fin des hostilités et ayant condamné les deux ou aucun des belligérants.
Pays ayant des réactions officielles mixtes.

### Diplomatie

Ban Ki-moon et John Kerry au Caire le 21 juillet 2014.

Le Caire présente lundi 14 juillet une feuille de route aux Israéliens et Palestiniens pour un « arrêt total des hostilités » dans la bande de Gaza le mardi 15 juillet à 8 heures (heure française). Le cabinet israélien accepte cette proposition le 15 juillet au matin mais le Hamas rejette le dispositif proposé : « Il s'agit d'une reddition et nous la rejetons sans appel », promettant que la « bataille contre l'ennemi s'intensifiera ». Les bombardements israéliens reprennent après une trêve de six heures alors que les tirs de roquettes du Hamas n'avaient pas cessé. Le décès de quatre enfants jouant sur la plage tués par des frappes israéliennes accroît encore la colère des Palestiniens[réf. nécessaire].
Une trêve humanitaire demandée par l'ONU est acceptée par Israël et par le Hamas. Elle entre en vigueur le 17 juillet à 9 heures (heure française) pour une durée de cinq heures.
Des négociations se tiennent au Caire vers les 15 - 17 juillet mais le rejet par le Hamas des propositions égyptiennes pour un cessez-le-feu est dénoncé, le 17 juillet, par le ministre égyptien des Affaires étrangères Sameh Choukri : « Si le Hamas avait accepté la proposition égyptienne, il aurait pu sauver les vies d'au moins 40 Palestiniens », a déclaré Sameh Choukri.
Le 19 juillet 2014, le Hamas remet à l'Égypte, au Qatar, à la Turquie, à la Ligue arabe et au président palestinien Mahmoud Abbas les conditions d'une trêve en sept points avec Israël. Mahmoud Abbas est ainsi, pour la première fois, cité publiquement comme partie prenante du processus par le Hamas.
Après un appel lancé par Mahmoud Abbas à la suite de la mort d'au moins 100 Palestiniens à Gaza le dimanche 20 juillet, la Jordanie convoque le Conseil de sécurité des Nations unies qui se réunit le soir même à New York pour débattre de la situation à Gaza. À la suite de cette réunion, les quinze membres du Conseil, après avoir délibéré à huis clos, expriment leur « grave préoccupation devant le nombre croissant de victimes », appellent à un « retour à l'accord de cessez-le-feu de novembre 2012 » et enfin « appellent au respect des lois humanitaires internationales, notamment sur la protection des civils » en « soulignent la nécessité d'améliorer la situation humanitaire » dans la bande de Gaza.
Le haut-commissaire de l'ONU aux droits de l'Homme, Navi Pillay, appelle à une enquête sur les possibles crimes de guerre commis par Israël à Gaza, et dénonce aussi les attaques indiscriminées menées par le Hamas contre des zones civiles,. Avec 29 voix pour, 17 abstentions (dont la France) et un contre (les États-Unis), les 47 États membres du Conseil des droits de l'Homme ont adopté une résolution, déposée par les autorités palestiniennes, à la suite des opérations militaires menées par Tsahal. Le texte condamne « les violations généralisées, systématiques et flagrantes des droits de l'Homme et des libertés fondamentales » et demande par ailleurs de placer les Palestiniens sous « protection internationale immédiate ».

### Justice
Une plainte contre Israël pour crimes de guerre et colonialisme a été déposée le 25 juillet 2014 auprès de la Cour pénale internationale par Saleem Al Saqqa, ministre palestinien de la Justice, et Ismaeel Jaber, procureur général de Gaza pour les crimes de guerre commis à Gaza. Cette plainte a reçu l’appui de 130 professeurs de Droit. Elle fait suite au refus de 17 pays européens, dont la France, de s'engager sur une résolution de l'ONU pour le respect du droit international humanitaire dans les territoires palestiniens occupés. La France s’est aussi abstenue lors du vote pour la création d’une commission d’enquête sur les crimes de guerre à Gaza,.
Le 5 août, l'État de Palestine annonce vouloir joindre la Cour pénale internationale afin de poursuivre en justice le gouvernement israélien pour crimes de guerre.
D'après le paragraphe 3 de l’article 12 du Statut de Rome, l'État palestinien pourra solliciter des enquêtes sur les crimes de guerre:
« Si la reconnaissance de la compétence de la Cour par un État qui n'est pas Partie au présent Statut est nécessaire aux fins du paragraphe 2, cet État peut, par déclaration déposée auprès du Greffier, consentir à ce que la Cour exerce sa compétence à l'égard du crime dont il s'agit. L'État ayant reconnu la compétence de la Cour coopère avec celle-ci sans retard et sans exception conformément au chapitre IX. »
— Article 12 - Paragraphe 3 du Statut de Rome
En juillet 2014, le Haut-Commissariat des Nations unies aux droits de l'homme, Navi Pillay, a accusé Israël et le Hamas de violer les règles de la guerre. Elle estime que le Hamas viole le droit international humanitaire « en plaçant des roquettes dans des écoles et des hôpitaux ou encore en tirant ces roquettes de zones densément peuplées » ; mais elle estime aussi que le gouvernement israélien a défié le droit international en attaquant les zones civiles de Gaza tels que les écoles, les hôpitaux, les maisons et les installations des Nations unies, précisant que « rien de tout cela me semble être accidentel ».

#### Enquête de l'ONU
La commission d'experts indépendants mandatée par l'ONU a pour instruction d’enquêter uniquement sur les incidents survenus dans les infrastructures de l'ONU et de ne pas étudier les aspects plus généraux du conflit. C'est William Schabas qui est nommé le 11 août 2014 à la tête de la commission chargée d’enquêter sur les éventuels crimes de guerre commis à Gaza pendant l'opération Bordure Protectrice. Dès sa nomination, ce professeur de Droit canadien connait, et à travers lui, le Conseil des droits de l'homme des Nations unies (OHCHR), une large campagne de délégitimation dans les médias israéliens, Benyamin Netanyahou affirmant que l'OHCHR avait « déjà écrit son rapport » tandis que Schabas estimait, lui, que « ses détracteurs (…) voudraient juste voir la commission disparaître ». Début février 2015, mis en cause par Israël pour « conflit d'intérêts » — en 2012 il a été rémunéré 1 300 dollars pour une mission de consultant pour l'Organisation de libération de la Palestine — il donne sa démission afin de ne pas gêner la rédaction du rapport d'enquête.
Le rapport d'enquête officiel, rendu public le 27 avril 2015, indique que l'armée israélienne est responsable de sept attaques contre des écoles de l'UNRWA utilisées comme abris d'urgence par les civils palestiniens. Ces attaques ont fait au moins 44 morts et 227 blessés civils, dont de nombreuses femmes et enfants, entre le 16 juillet et le 26 août 2014. Les témoins cités dans le rapport affirment qu'il n'y avait aucune activité de groupes palestiniens dans les écoles ou à proximité qui auraient pu justifier les bombardements israéliens.

## Médias
En France, l'association Acrimed publie une analyse du traitement médiatique de l'opération Bordure protectrice.
La journaliste américaine Janine Zacharia, responsable du bureau du Washington Post à Jérusalem, décrit « une sorte de black-out médiatique » en Israël concernant cette guerre. Les médias se sont pour la plupart alignés sur les déclarations du gouvernement de Benyamin Netanyahou et ont apporté un soutien sans faille à la guerre, dont les conséquences sur la population civile palestinienne ont été ignorées. Selon elle, cette uniformité médiatique est due aux relations étroites entre l'armée et la presse israéliennes, au désintérêt de l'opinion publique israélienne pour la question palestinienne et à l'interdiction faite aux journalistes israéliens d'entrer dans la bande de Gaza.
En Israël, une polémique naît du refus de la radio publique d'Israël de mentionner les noms et âges des enfants palestiniens tués depuis le début des frappes sur la bande de Gaza. La question est portée devant la Cour suprême.

### Réseaux sociaux
La BBC signale une forte communication sur Twitter, 400 000 tweets échangés accompagnés de six photos présentées comme étant des images de la guerre à Gaza alors que ces photos ont été prises dans d'autres contextes. Farah Baker, Palestinienne vivant dans la bande de Gaza est devenue célèbre pour ses publications sur Twitter pendant le conflit.
Dans un contexte de guerre médiatique, il est difficile de savoir qui dit la vérité, mais on peut constater qu'une partie des familles de soldats Israéliens ont affirmé avoir appris la mort de leurs proches tués aux combats par des informations non officielles, notamment l'application WhatsApp, les personnes les ayant averties étant des soldats Israéliens qui ont même été mis aux arrêts par leurs supérieurs pour violation du secret militaire. Certains noms diffusés via cette application se sont révélés être faux.